# Surprise (Nebraska)
Surprise és una població dels Estats Units a l'estat de Nebraska. Segons el cens del 2000 tenia 44 habitants.

## Demografia
Segons el cens del 2000, Surprise tenia 44 habitants, 18 habitatges, i 12 famílies. La densitat de població era de 42,5 habitants per km².
Dels 18 habitatges en un 44,4% hi vivien nens de menys de 18 anys, en un 50% hi vivien parelles casades, en un 16,7% dones solteres, i en un 33,3% no eren unitats familiars. En el 33,3% dels habitatges hi vivien persones soles l'11,1% de les quals corresponia a persones de 65 anys o més que vivien soles. El nombre mitjà de persones vivint en cada habitatge era de 2,44 i el nombre mitjà de persones que vivien en cada família era de 3,17.
Per edats la població es repartia de la següent manera: un 27,3% tenia menys de 18 anys, un 6,8% entre 18 i 24, un 31,8% entre 25 i 44, un 25% de 45 a 60 i un 9,1% 65 anys o més.
L'edat mediana era de 36 anys. Per cada 100 dones de 18 o més anys hi havia 77,8 homes.
La renda mediana per habitatge era de 26.667 $ i la renda mediana per família de 29.375 $. Els homes tenien una renda mediana de 23.750 $ mentre que les dones 11.667 $. La renda per capita de la població era d'11.978 $. Aproximadament el 13,3% de les famílies i el 19,6% de la població estaven per davall del llindar de pobresa.

## Poblacions més properes
El següent diagrama mostra les poblacions més properes.